# Austrothaumalea crosbyi
Austrothaumalea crosbyi är en tvåvingeart som beskrevs av Mclellan 1988. Austrothaumalea crosbyi ingår i släktet Austrothaumalea och familjen mätarmyggor. Inga underarter finns listade.